# Skyddskåren

Skyddskårsorganisationens tjänstetecken

Skyddskårsorganisationen (finska: Suojeluskuntajärjestö) var en finsk frivillig försvarsorganisation av hemvärnstyp som existerade 1917–1944. Skyddskårsrörelsen var under 1920- och 30-talen Finlands största folkrörelse med 100 000 medlemmar. Den avvecklades och förbjöds av Kontrollkommissionen efter andra världskriget. På senare år har Landskapstrupperna etablerats som även de är av hemvärnstyp.

## Tillkomst

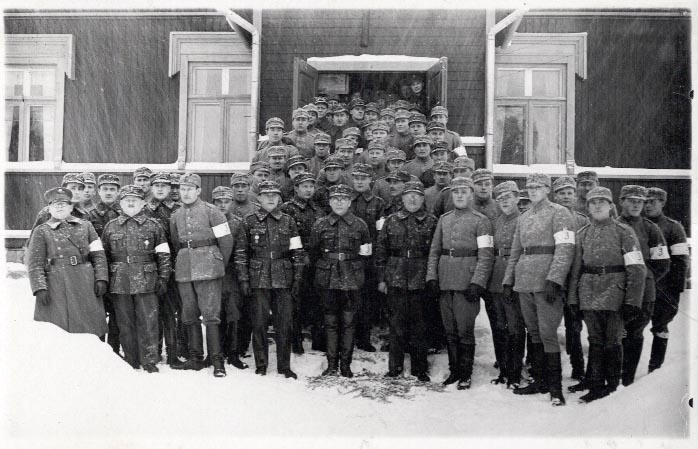
Skyddskåren i Nummi.

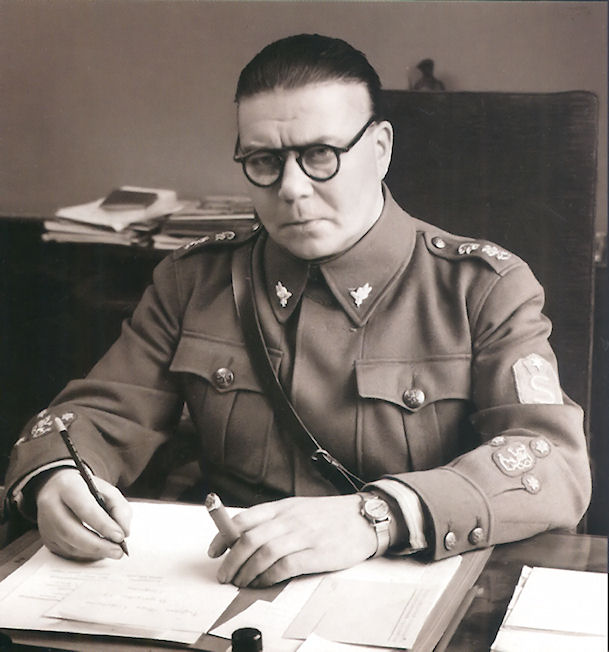
Skyddskårernas överbefälhavare Lauri Malmberg i skyddskårsuniform modell 1927.

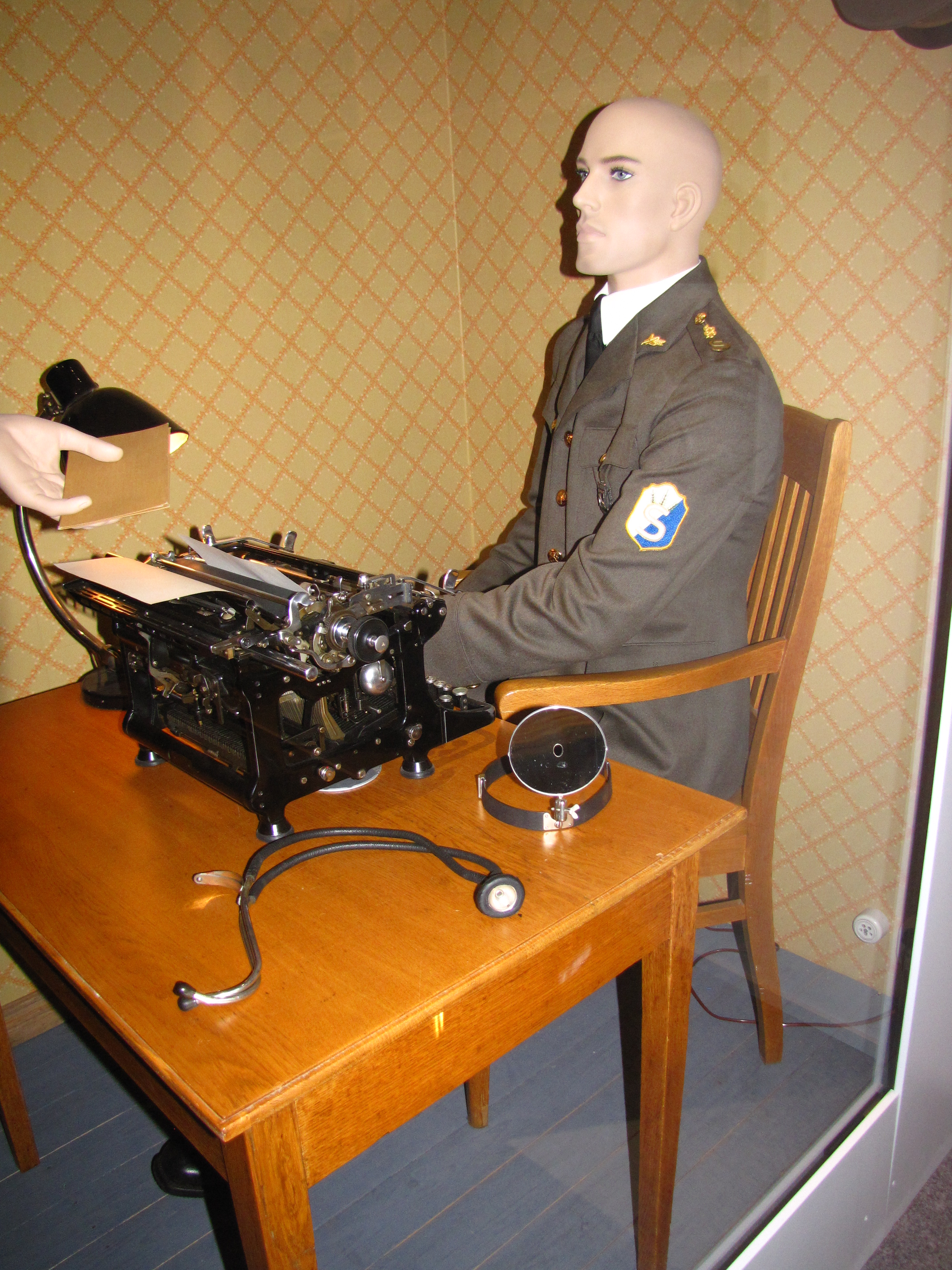
Skyddskårsläkare i uniform modell 1927 med skyddskårens tjänstetecken.

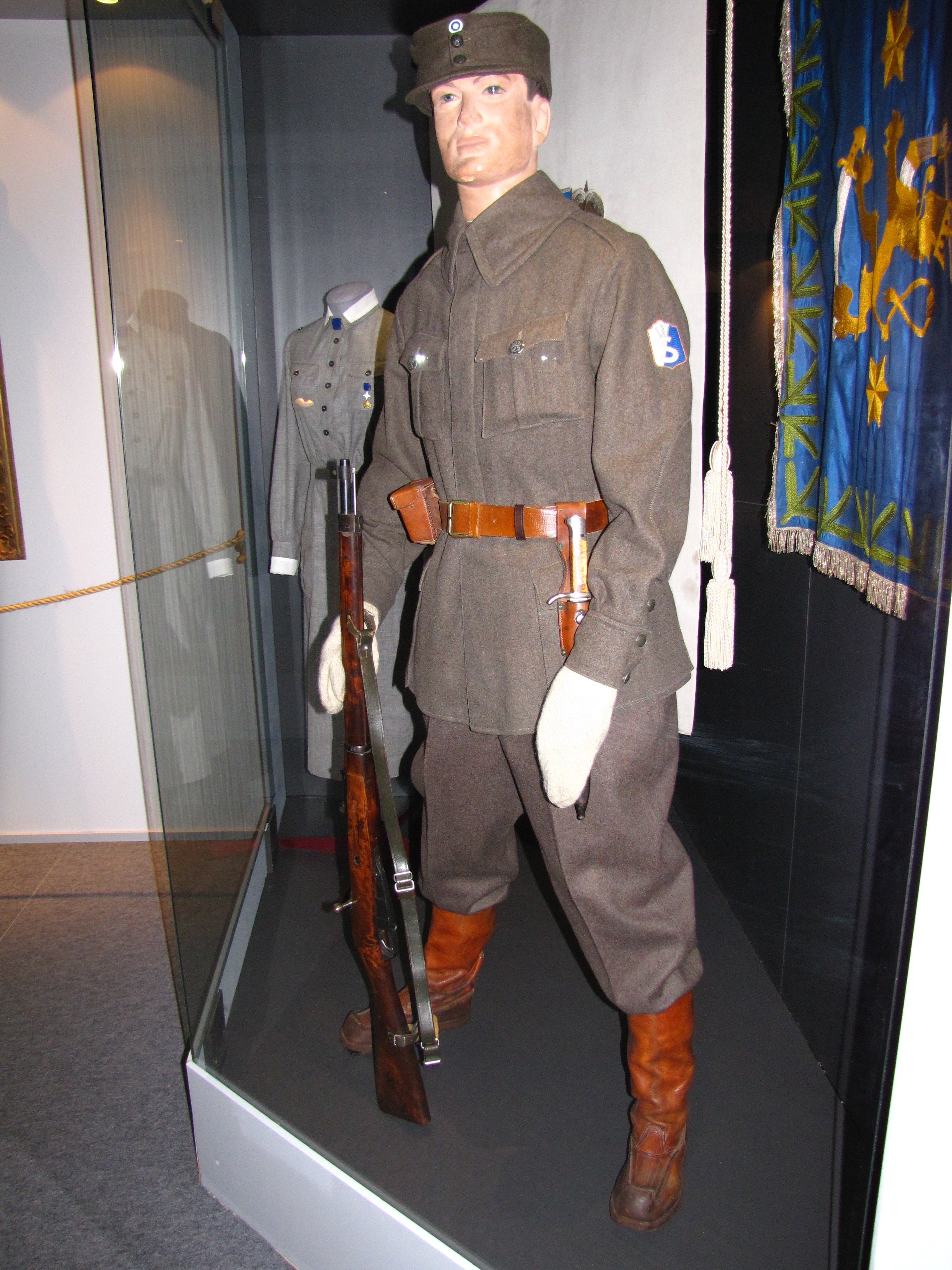
Skyddskårsman i uniform modell 1927 med skyddskårens tjänstetecken.

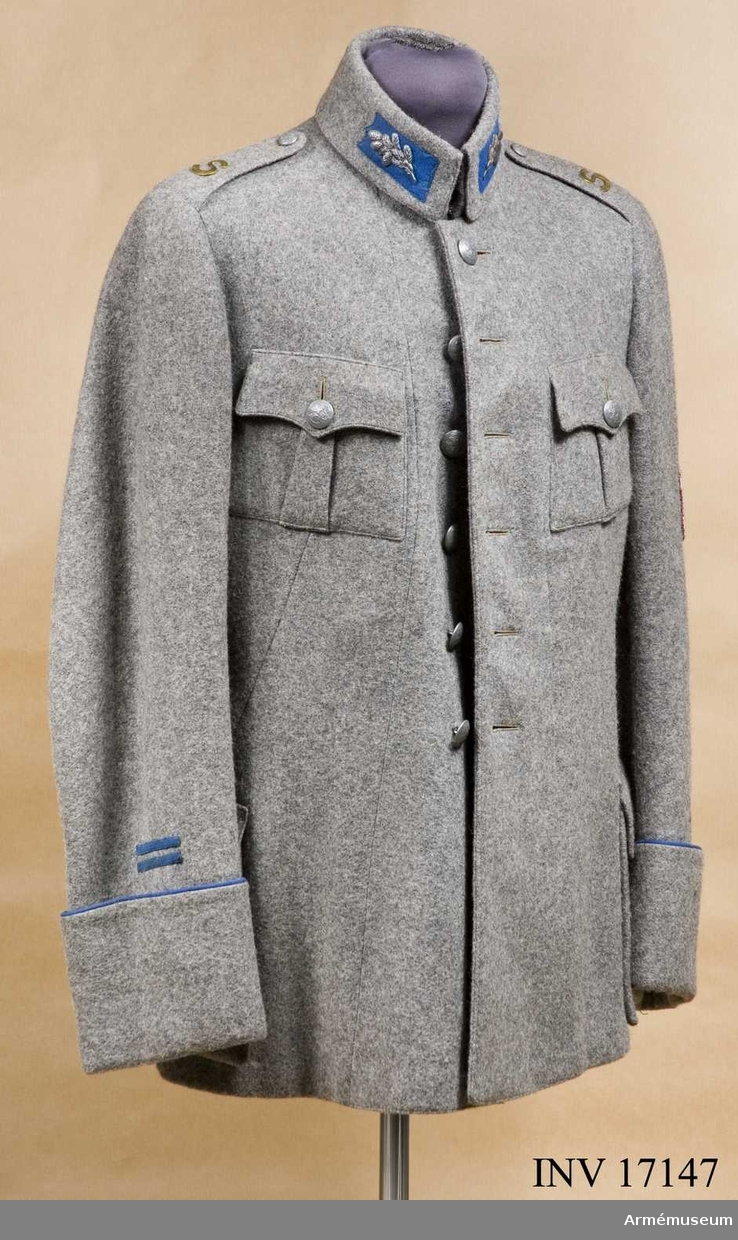
Skyddskårsuniform cirka 1924, med tjänsteställningstecken för kompanichef. Armémuseum.

Skyddskårerna hade bildats inför finska inbördeskriget 1918. I augusti månad 1918 utfärdade senaten på organisationens eget initiativ en skyddskårsförordning, som fastslog att kårerna var en del av landets försvarsmakt. Detta bekräftades genom lag stiftad av riksdagen 1927. 

## Uppdrag
Skyddskårsorganisationen hade regeringens uppdrag att befrämja folkets försvarsduglighet samt att försvara fosterlandet och den lagliga samhällsordningen. Skyddskårsorganisationens överbefälhavare var på samma sätt som arméchefen underställd republikens president.  Efter den så kallade skyddskårskonflikten  utnämndes Lauri Malmberg i september 1921 till befälhavare över skyddskårerna. Under hans ledning kom organisationen medvetet att gå in för att framhäva sin strikt militära och opolitiska funktion. Delar av skyddskårerna stod dock bakom det misslyckade så kallade Mäntsäläupproret år 1932. Den finska försvarsmakten omorganiserades 1933 och övergick då till territorialsystemet, som grundade sig på skyddskårernas indelning. Skyddskårsorganisationen anknöts allt närmare till försvarsmakten.

## Organisation
Under skyddskårsorganisationens överbefälhavare leddes verksamheten av en huvudstab. Landet var indelat i 22 skyddskårsdistrikt under 1930-talet; under vinterkriget och under tiden mellan vinter- och fortsättningskriget i 34. Av dessa var "Nylands södra", "Raseborgs" och "Vasa" skyddskårsdistrikt svenskspråkiga, "Helsingfors" och "Åbolands" var tvåspråkiga. I varje kommun fanns minst en lokal skyddskår; i många dock flera. Flera skyddskårer kunde sammanföras till en skyddskårskrets. Som mest fanns det 714 lokala skyddskårer (1944). Officerare från armén tjänstgjorde i skyddskårens huvudstab, i distriktsstaberna och som kretsbefälhavare. De lokala skyddskårerna var indelade i kompanier eller plutoner. De lokala cheferna var reservofficerare eller reservunderofficerare som erhöll ett mindre arvode. Skyddskårernas medlemmar valde på riks-, distrikts- och lokalnivå en "vald stab" av förtroendemän som biträdde och var rådgivare åt respektive chef, framförallt i ekonomiska frågor. Befälet skulle åtnjuta medlemmarnas förtroende. Skyddskårernas befälsskola (SkPK) låg i Tusby.

## Skyddskårseden
Skyddskårernas medlemmar skulle svära följande ed:
Jag N. N lovar och försäkrar vid allt som för mig heligt och dyrbart är, att såsom Skyddskårens aktiva medlem under såväl
 freds- som krigstid redligen deltaga i fäderneslandets och den lagliga samhällsordningens försvar, underkasta mig den
 militära ordningen och disciplinen samt uppfylla mina skyldigheter och mig givna uppdrag.

## Social sammansättning
| Samhällsklass   | 1917  | 1922  | 1933  |
| --------------- | ----- | ----- | ----- |
| Eliten          | 1 %   | 0,5 % | < 1 % |
| Medelklass      | 50 %  | 45 %  | 28 %  |
| Bönder          | 44 %  | 45 %  | 52 %  |
| Arbetare        | 5 %   | 12 %  | 20 %  |
| Oklassificerade | < 1 % | 1 %   | < 1 % |

## Liknande i andra länder
Skyddskårer fanns även i Estland, Lettland och Litauen som likt Finland var under ryskt herravälde fram till slutet av Första världskriget. 
- Estniska hemvärnet, Kaitseliit, 1918-1940, återupprättat 1990.
- Lettiska hemvärnet, Aizsargi, 1918-1940, återupprättat som Zemessardze 1990.
- Litauiska hemvärnet, Lietuvos šauliu sąjunga, 1918-1940, återupprättat 1990.

## Bildgalleri

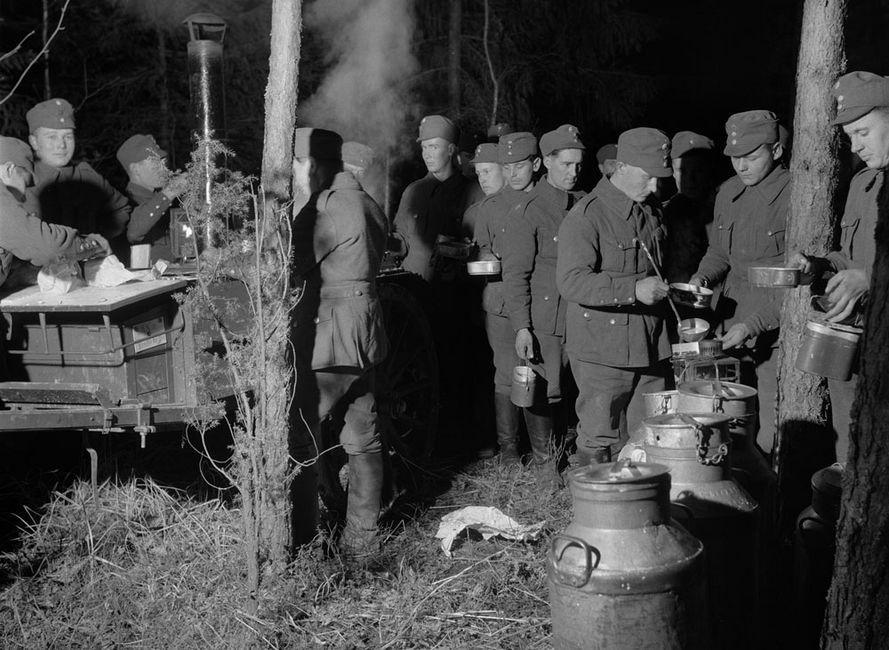
Utspisning vid Helsingfors skyddskårers övning 27 november 1936.
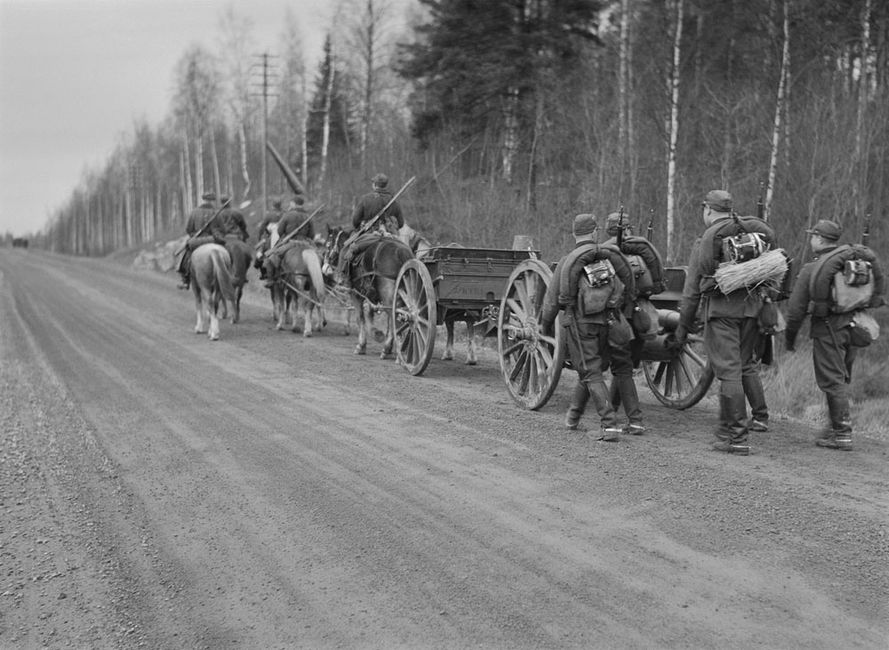
Skyddskårs- artilleriet var huvudsakligen utrustad med 7,6 cm fältkanon m/1902 (27 november 1936).
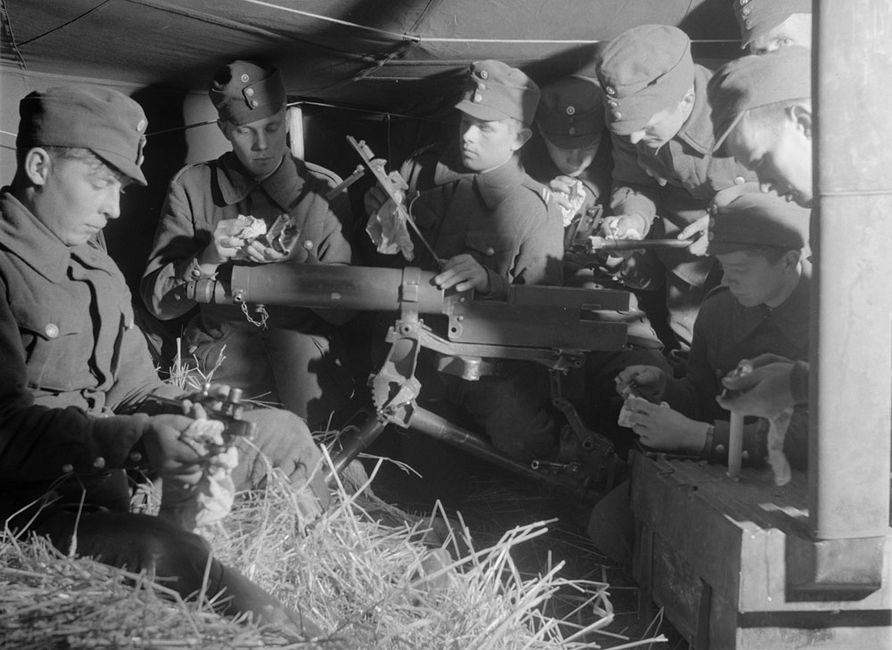
En kulspruta underhålls i skyddskårens tält (27 november 1936).
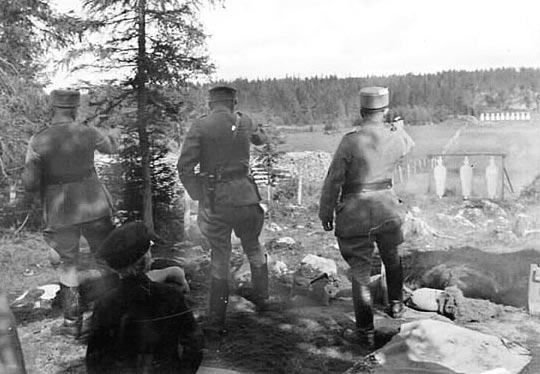
Skyddskårsbefäl vid skjutövning med pistol, 1941.